# Brüder von der Buße der Märtyrer

Ordenswappen

Die Brüder von der Buße der Märtyrer (lateinisch Ordo Canonicorum Regularium Mendicantium S. Mariae de Metro de Poenitentia Sanctorum Martyrum), auch Kreuzherren mit dem roten Herzen, Polnische Kreuzherren, in Litauen Weiße Augustiner  genannt, waren ein im 19. Jahrhundert erloschener Orden der röm.-kath. Kirche.
Die nach der Augustinusregel lebende klerikale Gemeinschaft ist seit der Bestätigung durch Papst Alexander IV. im Jahre 1256 bezeugt. In Rom betreute der Orden die Kirche Santa Maria de Metrio. Der Ordenshabit war ein weißes Untergewand und ein weißes Skapulier. Auf der Mozetta und dem Ordensmantel war ein rotes Herz mit einem roten Kreuz appliziert.
Der Orden breitete sich besonders in Böhmen, Polen und Litauen aus. 1257 sorgten Herzog Boleslaw und seine Gattin, Herzogin Kinga, für die Gründung eines Klosters in Krakau. Der selige Michael Giedroyc (1425–1485), aus Litauen stammend, war Mitglied des Konventes in Krakau. Im Gebiet der heutigen Länder Polen und Litauen bestanden die Klöster bis ins 19. Jahrhundert, so in Trzciana, Pilica, Bogoria und in Videniškiai, 70 km nördlich von Wilna. Die Klöster wurden nach und nach durch die österreichischen und russischen Staatsgewalten aufgehoben, beginnend 1807 mit dem Kloster Krakau. Als letztes Kloster des Ordens wurde 1845 Užupis aufgelöst.